# ZTF彗星 (C/2022 E3)
C/2022 E3 (ZTF) は、Zwicky Transient Facility (ZTF) サーベイによって2022年3月2日に発見された、オールトの雲から飛来してきたと考えられている長周期彗星である。日本国内では、ズィーティーエフ彗星とも表記されている。本項では以下、特記しない限り「ZTF彗星」と表記する。
核の大きさは 1 km 程度で、約8.7時間かけて自転しているとみられている。太陽光による二原子炭素とジシアンへの影響で、核を中心に緑色に輝く彗星として特筆されている。
ZTF彗星は、2023年1月12日に太陽から約 1.11 au（約1億6600万 km）離れた近日点を通過し、同年2月1日に地球から約 0.28 au（約4200万 km）にまで接近した。2023年1月下旬の時点での見かけの明るさは6等級を超え、十分に暗い夜空においては肉眼で小さくぼんやりとした霧のように観測されるようになり、双眼鏡などの観測機器があればほとんどの観測者が視認できるほどにまで明るくなった。

## 観測

### 発見
ZTF彗星は、アメリカのカリフォルニア州にあるパロマー天文台にて行われている観測サーベイ Zwicky Transient Facility (ZTF) による観測で2022年3月2日に発見された。同年3月21日に小惑星センターが運営する小惑星電子回報 (Minor Planet electronoc Circular, MPEC) に発見報告が掲載され、C/2022 E3 (ZTF) と正式に命名された。発見時、彗星は太陽から約 4.3 au（約6億4000万 km）離れたところに位置しており、見かけの明るさは17.3等級であった。
発見当初は小惑星であると識別されたが、その後の観測によって周囲に非常に凝縮されたコマが存在しており、彗星にみられる活動を起こしていることが明らかになった。発見の翌日に日本のアマチュア天文家である佐藤英貴がニューメキシコ州にあるRAS天文台によって撮影されていた画像から分析した結果、そのコマの幅は8秒角（ただし尾は観測されず）であったと報告し、一方で同じくアマチュア天文家の吉本勝己は、コマの幅は15秒角で、さらに25秒角の小さな尾が確認されたと報告している。
その後の天文学者らによる過去のアーカイブ画像の分析から、ハワイ島のハレアカラ山にあるPan-STARRS 1望遠鏡によって2021年7月10日に撮影されていた画像に映っていたのがZTF彗星の最も古い観測記録であると判明している。このころの見かけの明るさは、約23等級であった。また、同年10月と11月にもZTFサーベイによって観測されていたが、このときは発見には至らなかった。

### 太陽と地球への接近

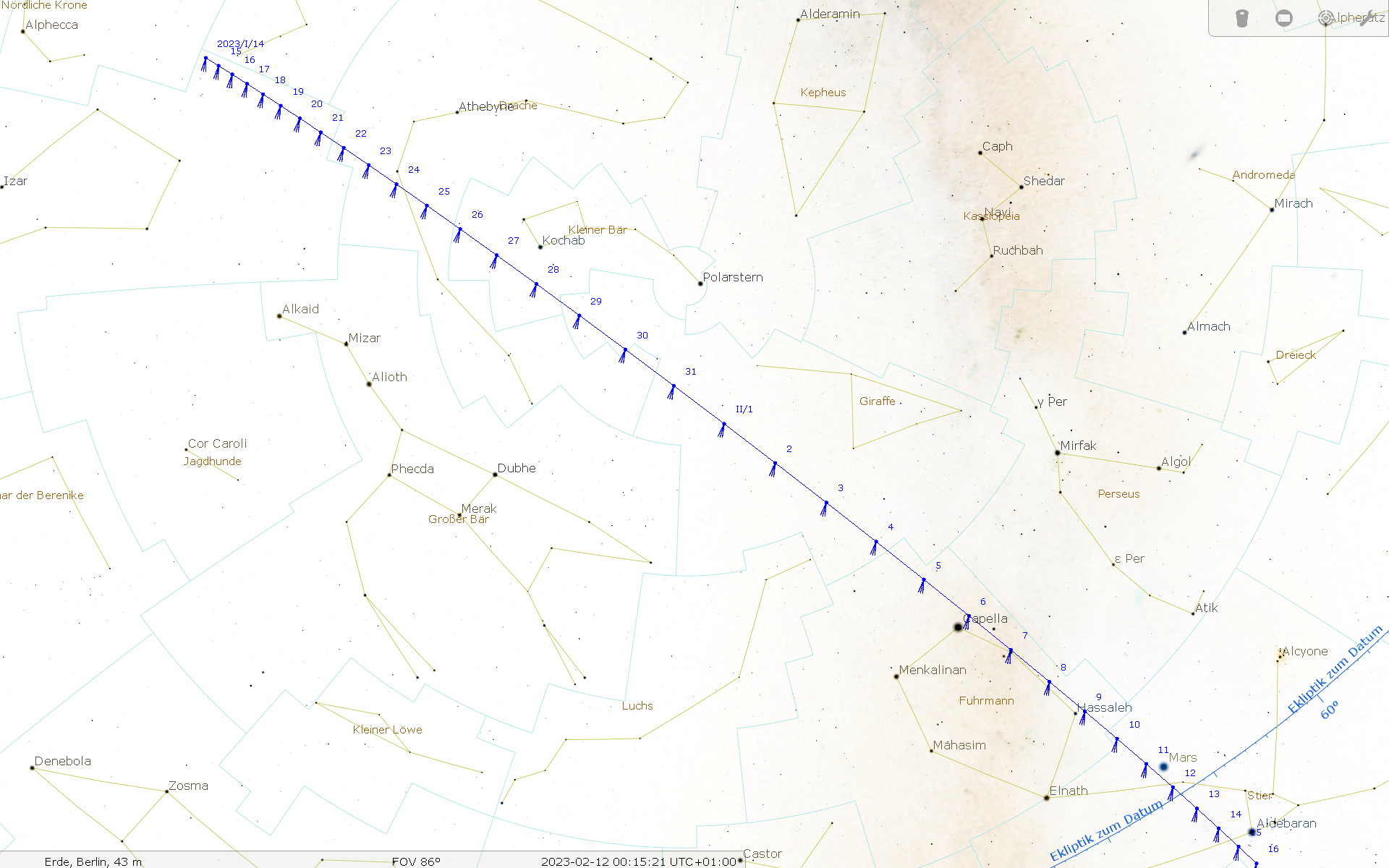
2023年1月14日から2月16日までの天球上におけるZTF彗星の位置

2022年11月初旬までにZTF彗星は10等級まで明るくなり、地球に対して平行に移動するにつれて、かんむり座とへび座の領域をゆっくりと移動していた。 この頃にはZTF彗星は緑色のコマと黄色がかったダストテイル（塵の尾）と微かなイオンテイル（イオンの尾）が観測された。また、この頃には彗星は夕方に見え始め、11月末までに明け方の空にも見え始めた。12月19日までには、ZTF彗星の緑がかったコマはさらに発達し、ダストテイルも幅広くなり、イオンテイルも2.5度の広い範囲に渡って伸びるようになった。 その後、地球から見た彗星の位置は北上していき、うしかい座、りゅう座、そしてこぐま座を通り、北極星であるポラリスから約10度以内の範囲を通過した。
ZTF彗星は、2023年1月12日に太陽から約 1.11 au 離れた（約1億6600万 km）離れた近日点に達し、同年2月1日に地球から約 0.28 au（約4200万 km）にまで最接近した。近日点を通過しているため、彗星活動は若干弱まっているが、これ以降に地球に対して接近していくため、地球から見た見かけの明るさは明るくなっており、この頃には見かけの明るさは5等級前後にまで明るくなり、このときの地球から見た彗星の大きさは約20分程度で、十分に暗い夜空の下であれば肉眼でも靄状のぼやけた雲のような天体として観測できるようになる。最初の肉眼での観測報告は同年1月16日と17日に報告され、推定される見かけの明るさはそれぞれ5.4等級と6.0等級であった。また17日には、太陽で発生したコロナ質量放出によって生じた強い太陽風によりZTF彗星のイオンテイルが切断され、形状が崩壊したような様子が見られた。1月22日には、アンチテイルが観測されるようになった。この尾は地球から見ると太陽がある方向を向いており、ダストテイルとイオンテイルの反対側に伸びているように見える。これは彗星の軌道面の円盤上にある粒子によって引き起こされており、彗星が地球の軌道面と整列すると、あたかも太陽の方向へ伸びているかのように見える尾である。
地球への最接近時にはZTF彗星は北半球からの観測条件が良い天の北極付近で観測され、きりん座の領域内に位置していた。2月10日から11日にかけて火星から1.5度のところを通過し、2月13日から15日にかけて、ヒアデス星団の前を通過する。

### 彗星の色
ZTF彗星はコマを中心に緑がかった色合いをしているが、これは周囲に存在している二原子炭素によるものであると考えられている。炭素分子 (C2) は、太陽からの紫外線放射により励起状態になると主に赤外線を放射するが、その三重項状態は波長が 518 nm のときに放射される。炭素分子は彗星核から蒸発した有機物の光分解によって生成される。このときに彗星の先頭部に緑色の光が現れるようになるが、約2日間が経過すると光解離を起こしてしまうため、尾には出現しない。二原子炭素の放出により、ガスの含有量の多い彗星が緑色に見えること自体は珍しい現象ではないが、地球へ接近する彗星は珍しいため、ZTF彗星はその緑色に輝く特徴がよく特筆されている。

## 軌道
ZTF彗星が2023年に近日点を通過した後にどのような軌道を描くかは軌道要素の条件により変わってくる。JPL Horizonsによる太陽系の重心 (Barycentric) を基準座標系とした元期が1950年1月1日の軌道要素では、ZTF彗星は太陽と木星の重力に束縛されていた（軌道離心率が1未満の太陽周回軌道にある）ことが分かるが、近日点通過後の2050年1月1日を元期とすると、軌道離心率がわずかに1を超える放物線に近い双曲線軌道に変化することがわかる。また、太陽の質量のみを考慮し、太陽の中心を基準座標系とした元期2495年1月1日の軌道要素を算出しても、放物線に近い双曲線軌道となっており、近日点を通過してから十分な時間が経過した後は完全に太陽の重力に束縛されていない状態になることがわかる。双曲線軌道の場合では軌道が閉じていないことになるので、ZTF彗星は太陽に接近した後は太陽系から完全に離脱して二度と戻ってこない可能性がある。

## 画像

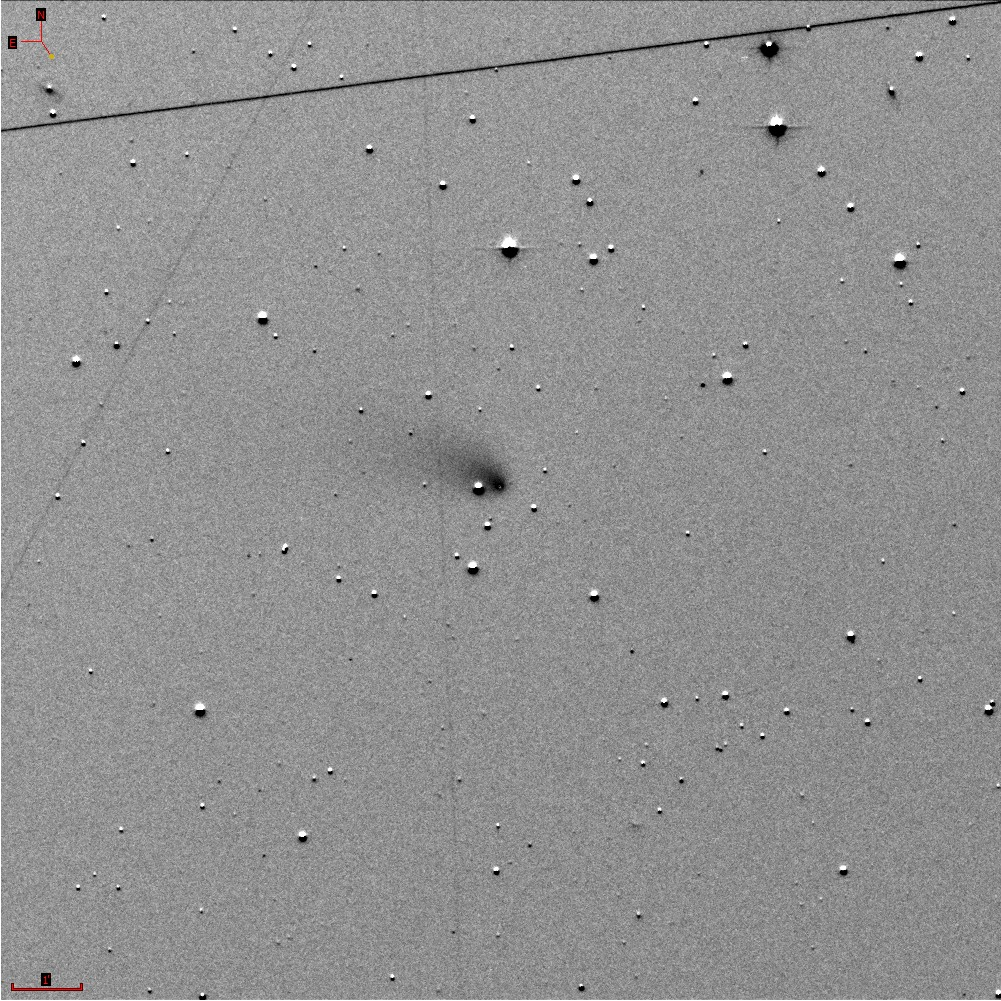
2022年12月にイタリアのアジアーゴ天体物理観測所（英語版）で撮影された画像
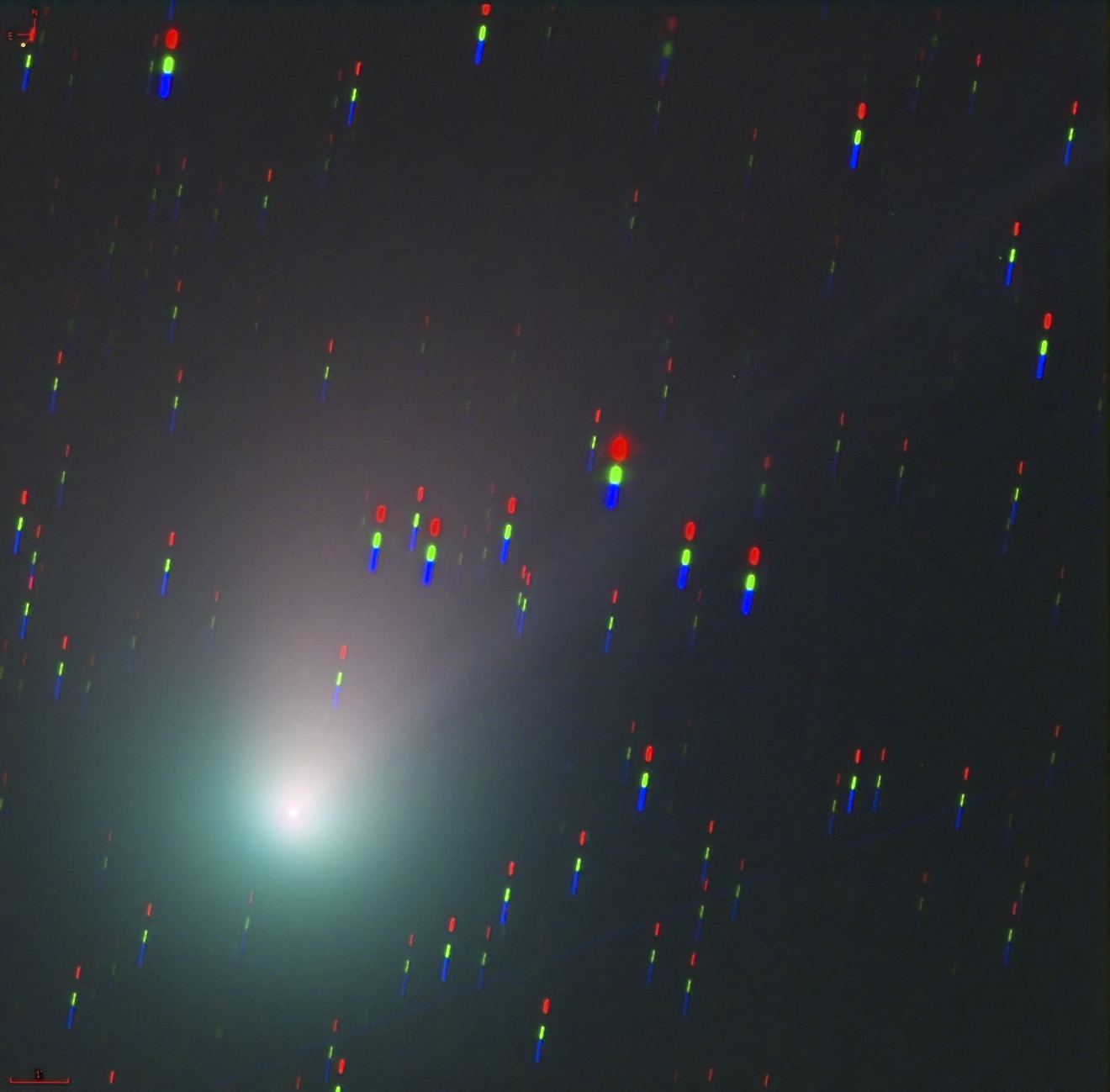
2023年1月10日に撮影された画像
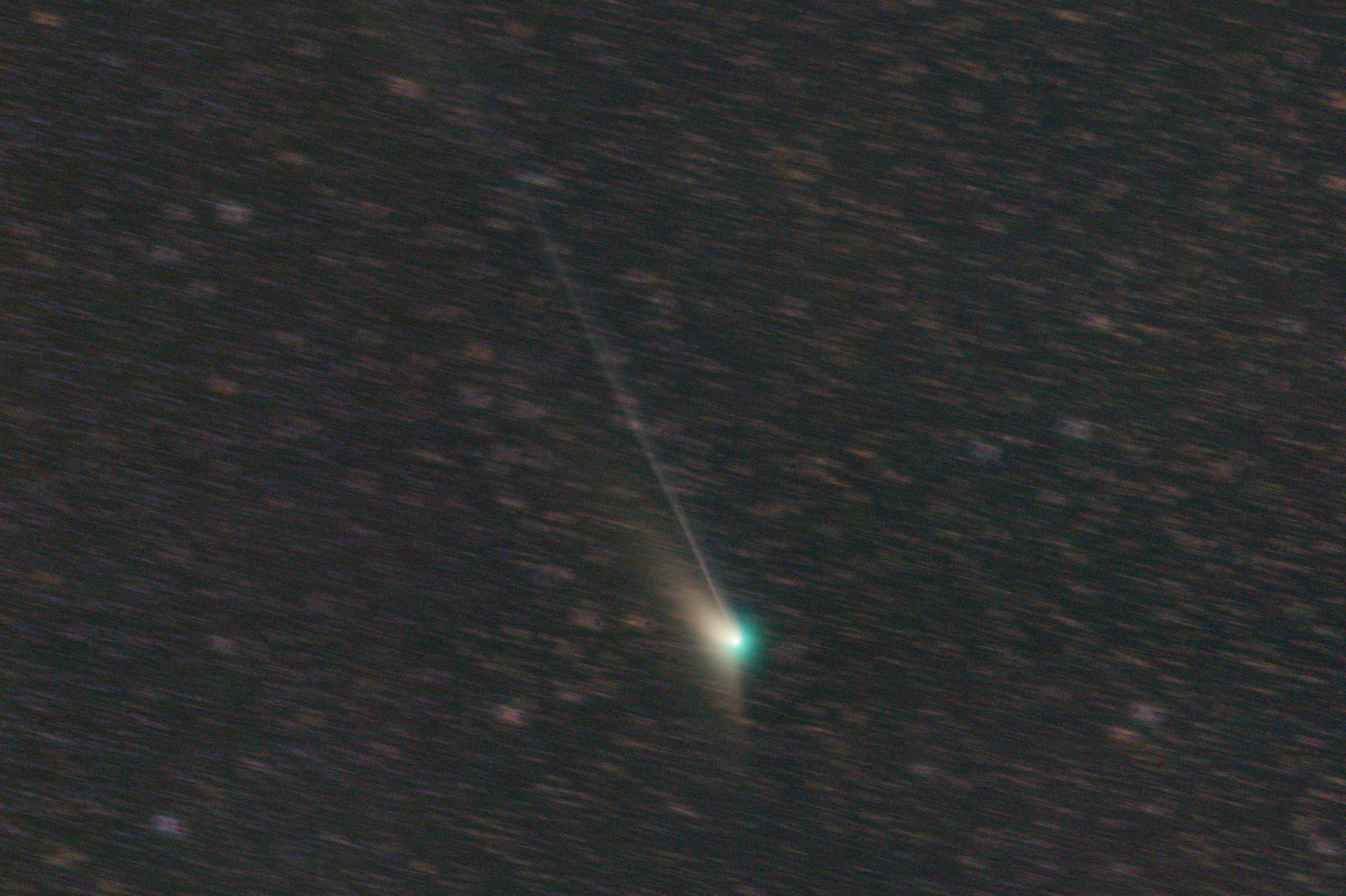
2023年1月20日に撮影された画像、幅広いダストテイルと細いイオンテイルが見える
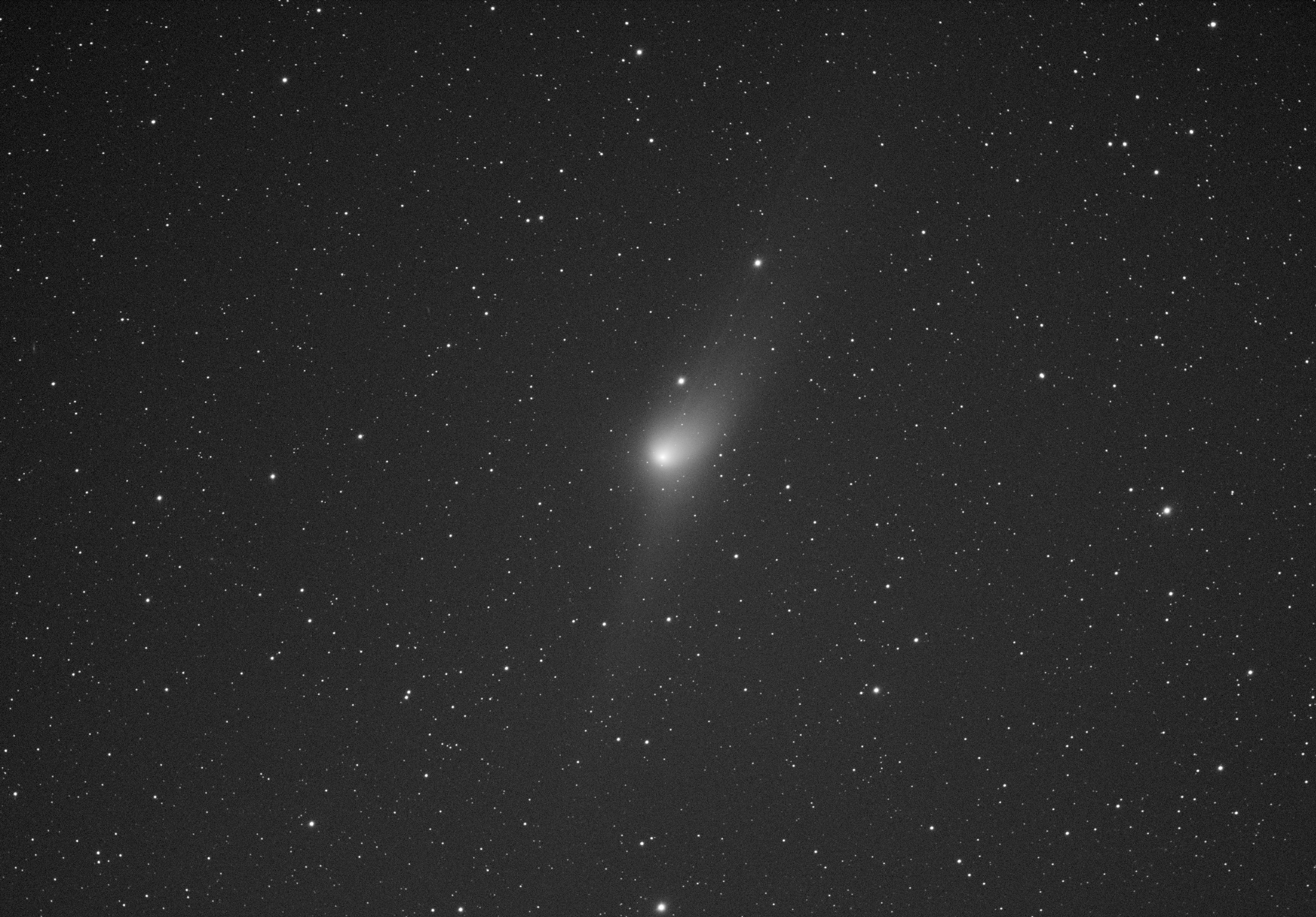
2023年1月22日に撮影された画像、下方向に微かに伸びるアンチテイルも確認できる
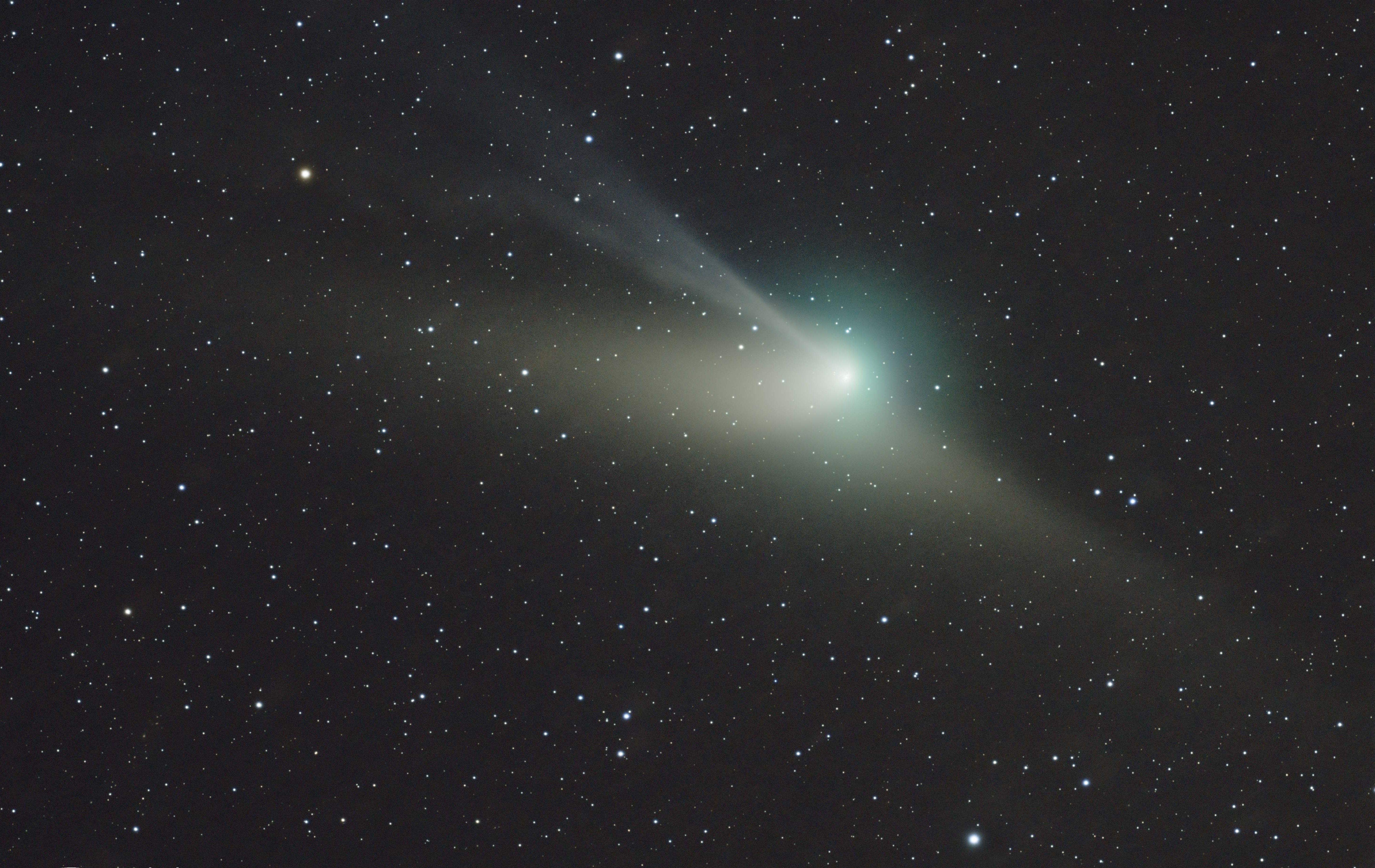
2023年1月24日にカリブ海のサン・バルテルミー島で撮影された画像
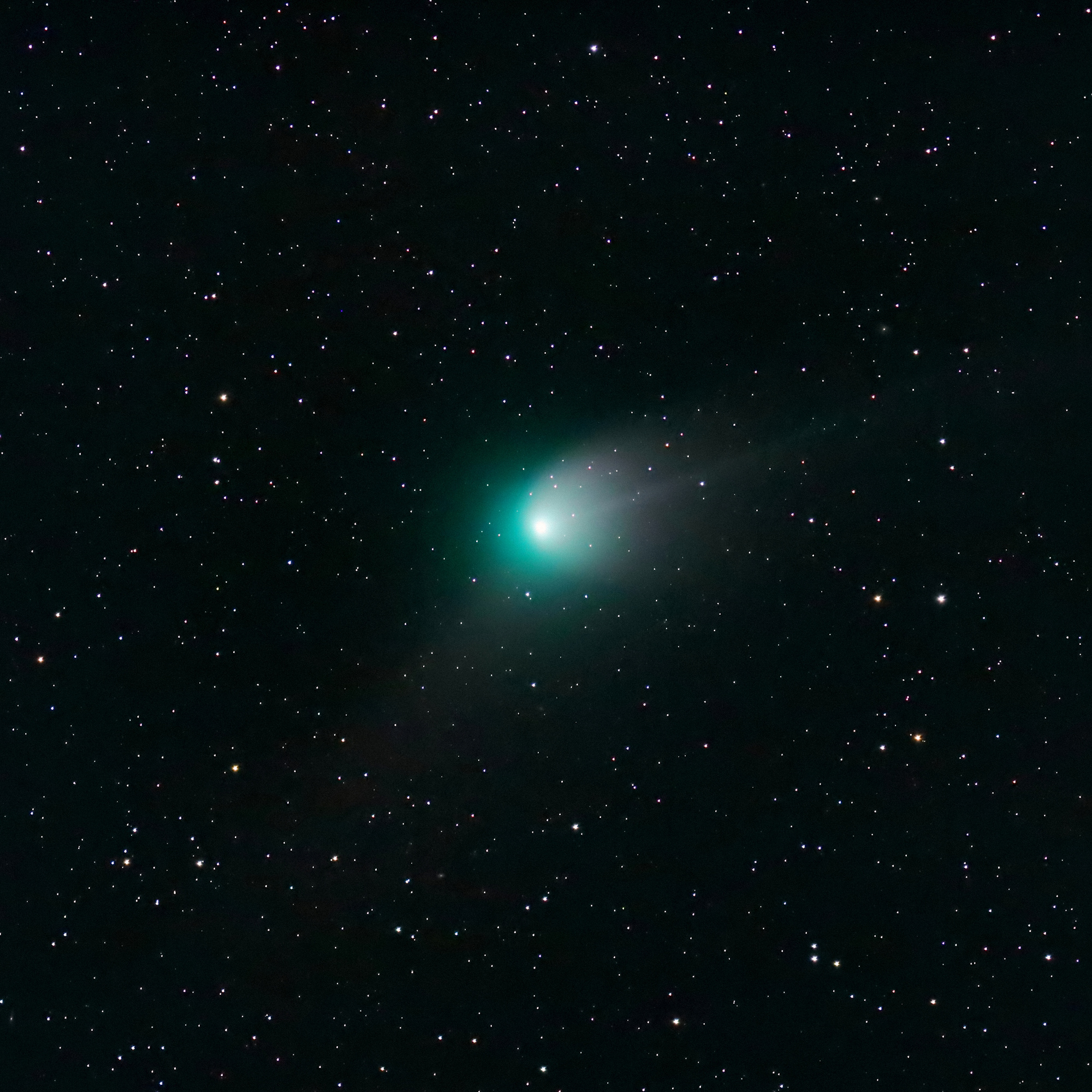
2023年1月27日に撮影された画像
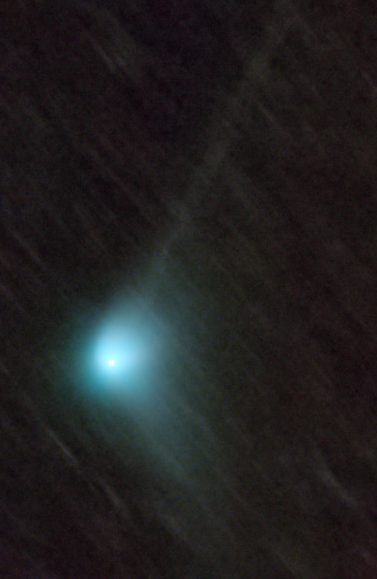
2023年1月28日にカナダのバンクーバーで撮影された画像
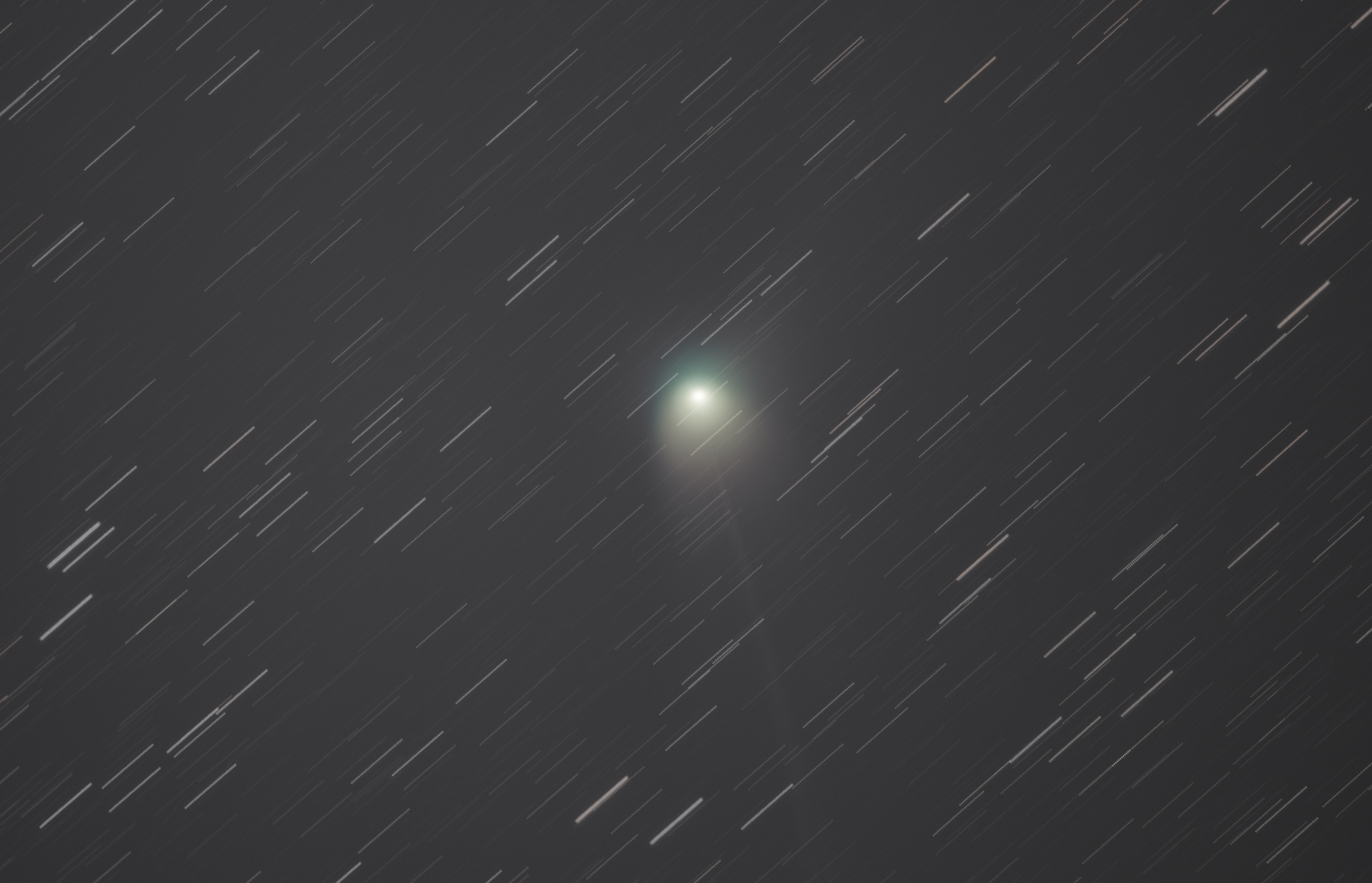
2023年1月28日に撮影された画像、日周運動による恒星の軌跡が確認できる
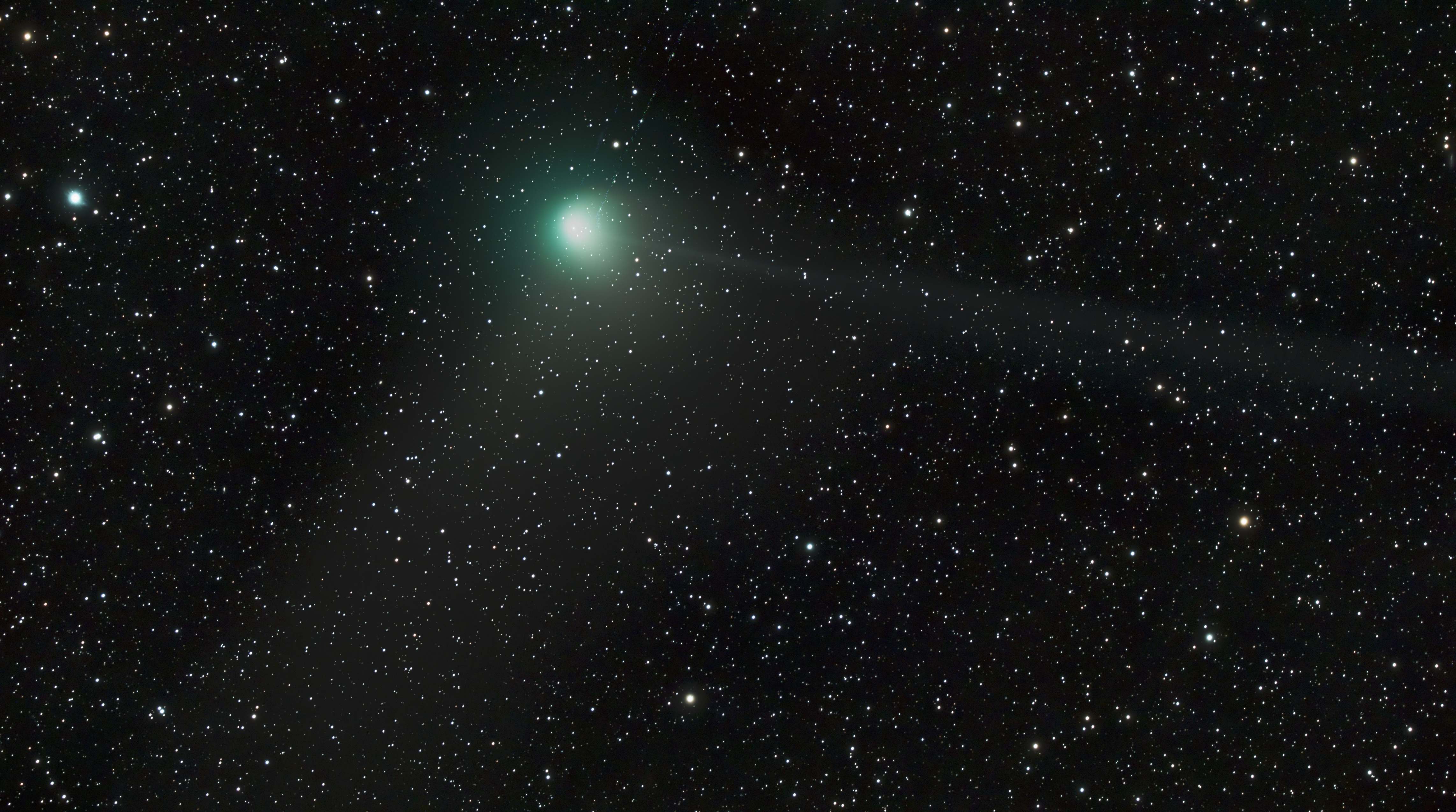
2023年1月30日に撮影された画像
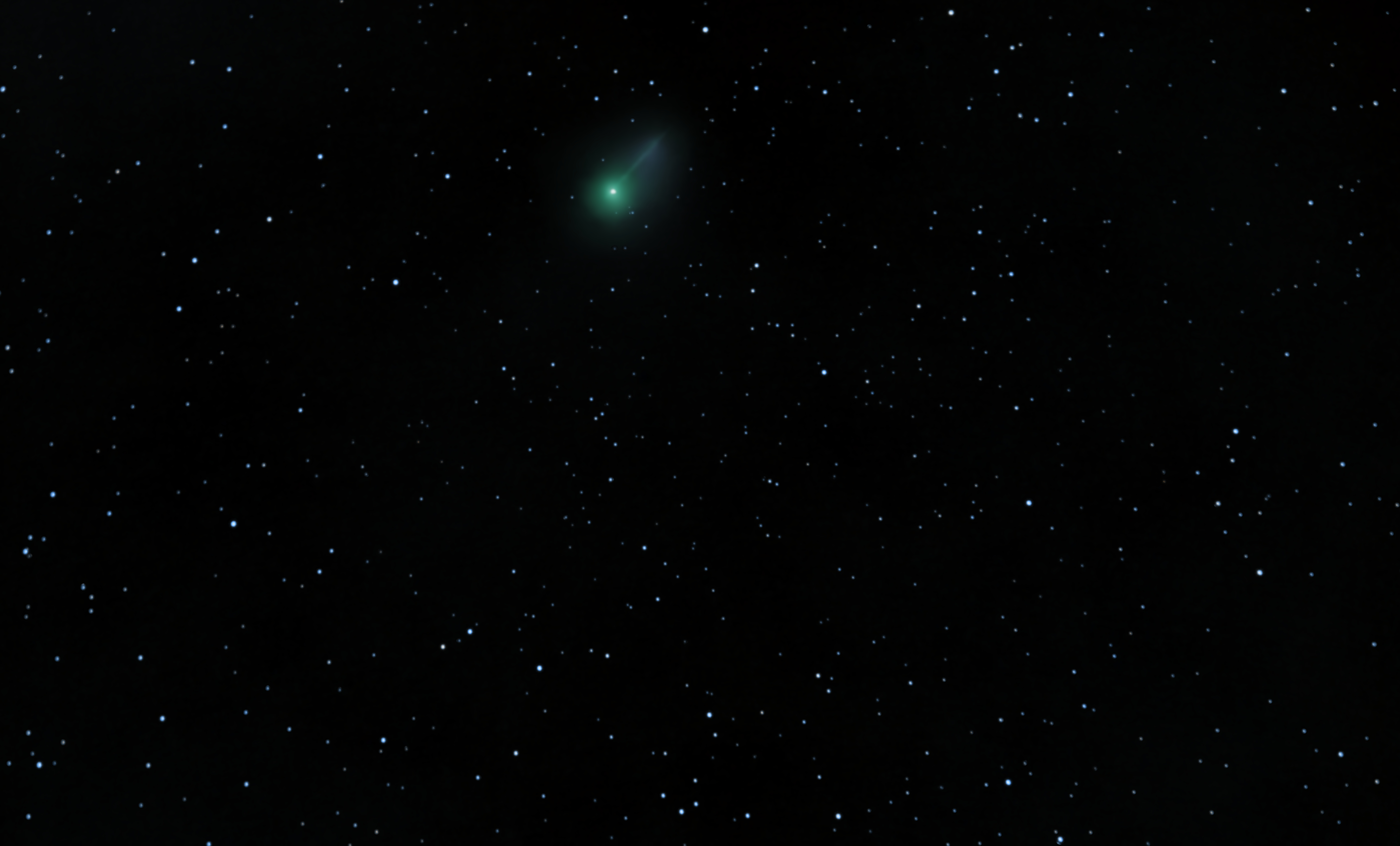
2023年2月1日にオランダのフローニンゲンで撮影された画像